# Barbarian (jeu vidéo, Psygnosis)
Pour les articles homonymes, voir Barbarian.
Barbarian est un jeu vidéo d'action en 2D développé et édité par Psygnosis, sorti en 1987 sur les ordinateurs 16 bits Amiga et Atari ST. Les systèmes 8 bits Amstrad CPC, Commodore 64, MSX, ZX Spectrum et les compatibles PC (DOS) ont accueilli une adaptation.
Dans un monde médiéval-fantastique, Hector le barbare doit braver les dangers du royaume souterrain de Durcan pour terrasser le diable Necron. Il s'agit d'un jeu d'action au système de contrôle peu conventionnel basé sur l'utilisation de la souris. Il aura une suite en 1991, Barbarian II.

## Système de jeu
Le but du jeu est de faire progresser Hector dans des cavernes en éliminant les troglodytes (humains, créatures fantastiques) et en déjouant les pièges qui se dressent en chemin (chutes de pierre, herses, sol qui se dérobe, etc). La progression se fait « par l'échec ». Le personnage peut frapper les adversaires avec ses poings, en utilisant une épée et, plus tard dans l'aventure, un arc et des flèches. L'aire de jeu est composée d'une soixantaine d'écrans fixes qui se déroule horizontalement ou verticalement. Le jeu est assez court mais le nombre de vies pour le terminer aussi, trois seulement.
Le joueur contrôle le personnage en sélectionnant des icônes à l'aide du pointeur de la souris (ou du joystick, même si moins pratique). Ces symboles sont situés sur un panneau au bas de l'écran de jeu. Il y a neuf actions différentes : marcher à gauche, à droite, monter/descendre escalier/échelle, s'arrêter, sauter, attaquer, parer et fuir. En cliquant sur le bouton droit, le joueur ouvre un second panneau qui affiche le statut du personnage, le temps de jeu, le nombre de flèches restant, les armes dans l'inventaire ainsi que trois icônes associés (ramasser l'arme, la porter, la jeter). Ce système de commande est parfaitement jouable même s'il nécessite un temps d'adaptation, notamment pour intégrer le temps de réponse des commandes. Il est aussi possible d'utiliser des raccourcis clavier (les touches F1, F2, etc) à la place de la souris.
Le temps de jeu revêt une importance cruciale. Dans la dernière partie du jeu, après avoir abattu Necron, une éruption volcanique menace le héros : un compte à rebours s'affiche alors et le joueur doit s'échapper du souterrain avant la fin du décompte, synonyme de game over. La durée du décompte étant basée sur le temps mis pour arriver jusqu'à Necron, mieux vaut ne pas être trop pressé de le rejoindre.

## Développement
Barbarian est le quatrième projet de l'éditeur liverpuldien après Brataccas, Arena et Deep Space, développé comme les précédents en interne. Le programmeur David H. Lawson et le graphiste Garvan Corbett sont à l'origine du jeu. Ian Hetherington (programmation), Colin Rushby et Jeff Bramfitt (graphisme) ont également contribué au projet. Roger Dean a illustré la boîte de jeu (l'illustration est aussi présente dans le jeu). L'illustration se retrouve aussi sur la pochette de l'album Not Necessarily Acoustic (1994) de Steve Howe, un ancien guitariste du groupe Yes.
Mastertronic (Melbourne House) a récupéré les droits d'adaptation sur les supports. Icon Design (Paul Murray, Ed Knight) a développé les portages sur les systèmes 8 bits (1988) et Mastertronic (Randall Don Masteller) celui de la version compatible PC (1989).

## Accueil
Barbarian a été commercialisé vers septembre 1987, recevant généralement des critiques positives dans la presse spécialisée. Il s'agissait du début de l'ère 16/32-bits sur micro-ordinateurs et la réalisation, bien que rudimentaire, n'a pas manqué de faire son effet : la taille du héros et des créatures est imposante, l'animation détaillée et des voix digitalisées font tout l'attrait de la bande-son (par ailleurs plutôt dépouillée). Le jugement fut parfois tempéré par le caractère somme toute répétitif de l'aventure.
Notes dans les médias : ACE : 725/1000 • Commodore User : 6/10 • C+VG : 35/40 • Génération 4 : 95 % • Tilt : 16/20

## La série
Barbarian a donné suite à un second épisode, Barbarian II, sorti en 1991. Celui-ci est plus orienté vers l'exploration et la collecte d'objets et utilise un système de commande traditionnel au joystick. Le système de contrôle à la souris est par contre réutilisé dans un autre jeu Psygnosis : Obliterator, sorti en 1988.

## À noter
Le jeu de Psygnosis ne doit pas être confondu avec Barbarian: The Ultimate Warrior, un jeu de combat de Palace Software, sorti la même année.
En 2003, une nouvelle direction a été donnée au jeu, éditée par Titus et développée par Saffire pour Xbox, PlayStation 2, GameCube et Game Boy Advance.
En 2012, un remake du titre original développé par Anuman Interactive a été édité par Microïds et Interplay. Au menu, des combats en ligne cross-plateformes iOS, Android, Mac et PC.